# José Luis López Rose
José Luis López Rose (Villena (Alicante) 13 de julio de 1949) es un militar español, Teniente General del Ejército. Entre 2008 y 2012 fue el Jefe del Estado Mayor Conjunto de la Defensa (JEMACON).
Es piloto de helicópteros, diplomado de Estado Mayor del Ejército de Tierra, diplomado de Mando y Estado Mayor en Estados Unidos y máster en Seguridad y Defensa por la Universidad Complutense de Madrid.
Obtuvo el despacho de teniente en la Academia General Militar en 1971, siendo destinado en diferentes unidades. Como Jefe de Unidad ha tenido a su cargo el Regimiento de Pontoneros Especialidades de Ingenieros núm. 12. En su formación de Estado Mayor, ha estado en el Estado Mayor del Ejército de Tierra y en el Estado Mayor Conjunto, además de ocupar diversos puestos en la administración militar a través del ministerio de Defensa.
De 2002 a 2004, ascendido a general de brigada, asumió el mando de las Fuerzas Aeromóviles del Ejército de Tierra. En 2004 fue ascendido a general de división y en 2008 a teniente general, momento en el que se le destinó como jefe del Estado Mayor Conjunto de la Defensa.